# Franc Pišek
Franc Pišek (3. prosince 1856 Hotinja vas – 6. ledna 1922 Orehova vas) byl rakouský politik slovinské národnosti, na počátku 20. století poslanec Říšské rady.

## Biografie
Vychodil národní školu, následně se vzdělával sám. Začal se angažovat v regionálních zemědělských spolcích. Od roku 1882 byl členem vedení záložny v Mariboru a bojoval za ovládnutí obcí v okolí Mariboru Slovinci. Patřil mezi zakladatele Slovinského zemědělského svazu a stal se pokladníkem této profesní a politické organizace. Od roku 1909 působil jako poslanec Štýrského zemského sněmu.
Na počátku 20. století se zapojil i do celostátní politiky. Ve volbách do Říšské rady roku 1907, konaných poprvé podle všeobecného a rovného volebního práva, získal mandát v Říšské radě (celostátní zákonodárný sbor) za obvod Štýrsko 25. Profesně se k roku 1907 uvádí jako majitel nemovitostí. Byl členem poslanecké frakce Slovinský klub. Opětovně byl za tento obvod zvolen i ve volbách do Říšské rady roku 1911 a zasedl do frakce Chorvatsko-slovinský klub. V parlamentu setrval do zániku monarchie.
Za světové války se podílel na vydání májové deklarace, kterou se jihoslovanští politici vyslovili pro oddělení etnicky slovinských, chorvatských a srbských oblastí monarchie do samostatného státního útvaru v rámci federalizovaného habsburského soustátí. V roce 1920 byl jako zástupce Slovinské lidové strany zvolen do Skupštiny (parlamentu) Království Srbů, Chorvatů a Slovinců. V této době zastával funkci místopředsedy Slovinského zemědělského svazu a člena vedení Slovinské lidové strany. Byl stoupencem slovinské autonomie v rámci jihoslovanského státu.